# Szakoly
Szakoly is een plaats (község) en gemeente in het Hongaarse comitaat Szabolcs-Szatmár-Bereg. Szakoly telt 2902 inwoners (2001).